# 울리케 바이지겔
울리케 바이지겔(독일어: Ulrike Beisiegel, 1952년 12월 23일~)은 독일의 생화학자, 대학교원이며 2011년부터 괴팅겐 게오르크 아우구스트 대학교의 총장이다.

## 생애
울리케 바이지겔은 뮐하임안데어루르 루이젠슐레에서 아비투어에 합격하였다. 이어서 그는 뮌스터 대학교와 마르부르크 대학교에서 생물학과 생화학을 전공하였다. 인체생물학을 공부한 이후 1979년 그는 마부르크 대학교에서 의학 전공으로 박사학위를 취득했다. 그 이후의 학문적 발전 과정은 조지프 골드스타인과 마이클 브라운과 함께 댈러스에 위치한 텍사스 대학교 댈러스 캠퍼스에서 진행되었다. 마부르크에서 2년간 연구교수로 일한 후 1984년에 함부르크 에펜도르프 대학병원에서 일하게 되었다. 함부르크에서 하빌리타치온을 받은 후 1990년에 먼저 그곳의 C3 교수(독일에서, 두 부류의 계약직 교수 중 상위의 직책)가 되었고 2001년에 대학병원 부설 생화학 및 분자생물학 연구소의 소장이 되었다.
울리케 바이지겔은 독일연구재단의 옴부즈맨이며, 2002년부터 라이프니츠 과학협회의 평의회 위원, 2006년부터 과학정책가로 알려진 학술자문회의의 과학위원회 의장이다.
괴팅겐 게오르크 아우구스트 대학교의 평의회는 만장일치로 바이지겔을 생화학자이자 세포생물학자인 쿠어트 폰 피구라의 후임으로서 바이지겔을 2011년부터 시작하는 6년 임기의 총장으로 선출했다. 재단 위원회는 그 결정을 통과시켰다. 이로써 그는 여성으로서는 1737년에 설립된 대학의 첫 번째 대표가 되었다.
바이지겔은 "자연과학자들의 이니셔티브-평화를 위한 책임"에서 평화운동을 위한 작가로서도 전념하고 있으며 함부르크 대학교의 칼 프리드리히 폰 바이츠재커 자연과학 및 평화연구 센터의 이사회에도 속해있다. 평등주제와 관련해서 울리케 바이지겔은 현재 높은수준의 연구에서의 여성. 우수대학육성프로그램의 세가지 지원방안에서 남성과 여성의 기회의 평등의 변화에 대한 연구.라는 프로젝트에 전념하고 있다.

## 수상경력
- 1983년 독일연구재단의 하인츠 마이어-라이프니츠 상 (라인하르트 홀펠트, 엘리자베트 헤이빙켈 그리고 하랄트 위프너와 함께 "발병원인으로서의 수용기 결함"에 대한 연구로)
- 1996년 스웨덴 우메오 대학교 의학대학의 명예박사학위 수여